# Grävenwiesbach
Grävenwiesbach is een gemeente in de Duitse deelstaat Hessen, en maakt deel uit van de Hochtaunuskreis.
Grävenwiesbach telt 5.359 inwoners.
Bad Homburg vor der Höhe · Friedrichsdorf · Glashütten · Grävenwiesbach · Königstein im Taunus · Kronberg im Taunus · Neu-Anspach · Oberursel · Schmitten · Steinbach · Usingen · Wehrheim · Weilrod